# Маринов, Ивайло
Ивайло Маринов (болг. Ивайло Маринов, также известен как Исмаил Мустафов, Исмаил Гусейнов и Ивайло Христов; род. 13 июля 1960, Варна, Болгария) — болгарский боксёр-любитель, олимпийский чемпион 1988 года, чемпион мира 1982 года, 4-кратный чемпион Европы, обладатель так называемого «большого шлема» любительского бокса.
Выступал в легчайшей весовой категории до 48 кг. Был признан лучшим боксёром Болгарии XX века.
На протяжении карьеры выступал под различными именами и фамилиями — Исмаил Мустафов, Исмаил Гусейнов, Ивайло Маринов, Ивайло Маринов и др. При рождении носил им Исмаил Мустафов/Гусейнов, затем был вынужден использовать другие, «более болгарские» имена в связи со своими турецкими корнями.